# Erica Eyres
Pour les articles homonymes, voir Eyres.
Erica Eyres, née en 1980 à (Winnipeg, est une artiste canadienne qui réside actuellement à Glasgow.
Elle étudie les beaux-arts à l'Université du Manitoba (1998-2002), puis complète sa formation à l'École artistique de Glasgow (2002-2004) et l'École de peinture et sculpture de Skowhegan (2003).
Elle a fait des expositions dans plusieurs pays[évasif].